# Mark Kerr
Mark Kerr (Toledo, Ohio, 21 de diciembre de 1968) es un luchador y artista marcial mixto estadounidense. Durante su carrera en AMM, fue dos veces campeón del torneo de peso pesado de UFC, campeón de World Vale Tudo Championship y competidor de PRIDE FC. En la lucha libre universitaria, Kerr fue campeón de la División I de la NCAA. En la lucha libre olímpica, obtuvo medallas de oro y plata en la Wrestling World Cup y medalla de plata en los Juegos Panamericanos. En submission wrestling, Kerr es cuatro veces campeón mundial de la ADCC, ganando dos veces su categoría de peso junto con la división absoluta y la Superfight Championship.

## Biografía

### Primeros años
Mark Kerr nació en Toledo, Ohio. Su padre era irlandés y su madre era puertorriqueña.
En 1983, Kerr comenzó su carrera de lucha libre en Bettendorf, Iowa, como estudiante de primer año en la Bettendorf High School, donde compartió la sala de lucha con otro futuro campeón de AMM, Pat Miletich, un estudiante de último año en ese momento. Después de su primer año en Bettendorf, Kerr y su familia se mudaron a Toledo, Ohio, donde se convirtió en campeón estatal de secundaria para la escuela Toledo Waite.

### Carrera universitaria y de posgrado
En la Universidad de Siracusa, Kerr fue campeón de la División I en 190 libras y la All-American en 1992, derrotando a Randy Couture 12-4 en la final. También fue tres veces campeón de la Eastern Intercollegiate Wrestling Association (EIWA) en 190 libras (1989, 1991, 1992) y subcampeón en 1988, y ganó el premio Fletcher por anotar la mayor cantidad de puntos para el equipo en 1991 y 1992. En 1992, Kerr quedó segundo en la Wrestling World Cup, por delante de Kurt Angle. Kerr ganó las pruebas por equipos del mundo de Estados Unidos en 1993 y 1994, terminando séptimo en el Campeonato Mundial de Lucha de 1993. En 1994, ganó el oro en la Copa del Mundo en Edmonton junto con el Campeonato de Estilo Libre Senior de Estados Unidos, pero no obtuvo medalla en el Campeonato Mundial de Lucha de 1994. Kerr ganó la plata en lucha libre olímpica en los Juegos Panamericanos de 1995. Después de perderse los Juegos Olímpicos de Atlanta 1996, Kerr decidió centrarse en las AMM.

## Carrera de artes marciales mixtas
Mientras entrenaba como luchador aficionado, Kerr se interesó en las artes marciales mixtas como una forma de ganar dinero. Él, su amigo y compañero de entrenamiento Mark Coleman y Tom Erikson fueron inicialmente sondeados por Richard Hamilton, quien había representado a Don Frye hasta que se pelearon y ahora estaba ofreciendo un combate en UFC 10 contra él. Sin embargo, las negociaciones no prosperaron y Coleman terminó tomando la oportunidad. Finalmente, Kerr y Hamilton hicieron arreglos para que el primero entrenara con Coleman y peleara en el evento brasileño World Vale Tudo Championship 3 en enero de 1997. Su aparición fue muy esperada, ya que otros luchadores como Coleman o Erikson ya eran conocidos en la comunidad de AMM, aunque habían dudas sobre las verdaderas habilidades de Kerr. El propio Kerr tenía dudas al respecto, hasta el punto que Hamilton tuvo que obligarlo a pelear bajo la amenaza de que la multitud brasileña podría amotinarse y matarlo si no se presentaba.

### Ultimate Fighting Championship
Tras su éxito en Brasil, Mark Kerr fue invitado a luchar en Ultimate Fighting Championship (UFC). Coleman, quien en ese momento ya era ganador y campeón del torneo de UFC, le había contado a Kerr sobre el evento. La primera pelea de Kerr en UFC se produjo en UFC 14, donde peleó en el torneo de peso pesado. Su primera pelea fue contra Moti Horenstein, y Kerr derrotó a su oponente por nocaut técnico a los 2:22 del primer asalto. Con esta victoria, Kerr avanzó a la final del torneo donde venció a Dan Bobish con una rendición (mentón al ojo) al 1:38 del primer asalto. La victoria de Kerr sobre Bobish le valió el título del torneo de peso pesado.
Tras su éxito en UFC 14, Kerr fue invitado a competir en UFC 15. En este torneo, el primer oponente de Kerr fue Greg Stott a quien derrotó en diecisiete segundos desde el inicio de la pelea, ganando por nocaut con un rodillazo en la cabeza de su oponente. Avanzando a la final, Kerr luchó contra Dwayne Cason y acabó con su oponente en el primer minuto del primer asalto, ganando nuevamente el torneo de peso pesado. La victoria de Kerr en el torneo UFC 15 fue su última pelea en UFC.

### Pride Fighting Championship
Después de considerar una oferta de la promoción japonesa Shooto, Kerr fichó por Pride Fighting Championship (PRIDE FC) para un enfrentamiento contra el también campeón de UFC Royce Gracie en PRIDE 2 en 1998. El combate, según las demandas de Gracie, se habría realizado sin límites de tiempo ni interrupciones por parte del árbitro; sin embargo, Royce se retiró después de que se anunciara la pelea. Entonces se programó que Kerr peleara contra Branko Cikatić. Kerr ganó por descalificación, debido al agarre reiterado de las cuerdas del cuadrilátero por parte de Cikatić.
Kerr ganó cuatro peleas seguidas entre PRIDE 2 y PRIDE 6. Sin embargo, su valía fue cuestionada después de su primera pelea con Igor Vovchanchyn en PRIDE 7, en la que fue noqueado por golpes de rodilla ilegales. Aunque la derrota fue anulada y cambiada a Sin resultado, Kerr admitió que la derrota inicial había sido una situación difícil de afrontar para él. Después de su pelea contra Vovchanchyn, Kerr luchó en PRIDE Grand Prix 2000 Opening Round y venció a Enson Inoue. Su victoria contra Inoue le valió un lugar en PRIDE Grand Prix 2000 Finals, donde luchó contra Kazuyuki Fujita y perdió por decisión. En PRIDE 10, Kerr derrotó a Igor Borisov por rendición. Cuatro meses después, en PRIDE 12, perdió por decisión en la revancha contra Vovchanchyn. Kerr luego perdió ante Heath Herring en PRIDE 15 por nocaut técnico. Con su segunda derrota consecutiva, Kerr decidió alejarse un tiempo de las AMM.
En 2004, Kerr regresó a PRIDE FC, luchando contra Yoshihisa Yamamoto en PRIDE 27. A cuarenta segundos de iniciada la pelea, Kerr intentó derribarlo a dos piernas, sin embargo accidentalmente golpeó su propia cabeza contra la lona, aturdiéndose, y Yamamoto rápidamente continuó con golpes para terminar la pelea. Con su tercera derrota consecutiva en PRIDE FC, Kerr abandonó esta organización.
Hablando del tiempo que Kerr peleó en Japón, Mark Coleman dijo: «Cada vez que surgía una pelea, estaba bastante asustado. Estaba intimidado por toda la situación y eso es probablemente lo que lo llevó a usar analgésicos».

## Carrera desubmission wrestling
Kerr tuvo mucho éxito en la ADCC Submission Wrestling World Championship. En el torneo de 1999 ganó la división de +99 kg al derrotar a Carlos Barreto, Josh Barnett, Chris Haseman y Sean Alvarez. Kerr regresó para el torneo de 2000, ganando nuevamente la división de +99 kg y la división absoluta. En la división de +99 kg, derrotó nuevamente a Josh Barnett, Anthony Netzler, Rigan Machado y Ricco Rodriguez. En la división absoluta derrotó nuevamente a Léo Vieira, Mike van Arsdale, Ricardo Almeida y Sean Alvarez. Esto le valió un combate por la Superfight Championship en 2001 contra Mário Sperry, que ganó Kerr. Perdió la Superfight Championship ante Ricardo Arona en la edición de 2003.
En reconocimiento a sus logros, Kerr fue uno de los miembros inaugurales del Salón de la Fama de la ADCC en 2022.

## The Smashing Machine
En 2002, HBO emitió un documental titulado The Smashing Machine, dirigido por John Hyams, que trata sobre la vida y carrera de Mark Kerr. El programa narra la adicción de Kerr a los analgésicos y el aspecto «sin restricciones» de las primeras competiciones de artes marciales mixtas. La entonces novia de Kerr, Dawn Staples, y los artistas marciales mixtos Bas Rutten, Kevin Randleman y Mark Coleman también aparecen en la película.
El 13 de diciembre de 2023 se anunció que A24 producirá una película biográfica de Kerr, tomando prestado su título del documental de HBO, con Dwayne Johnson interpretando a Kerr y bajo la dirección de Benny Safdie.

## Campeonatos y logros
- Artes marciales mixtas
  - Ultimate Fighting Championship (UFC)
    - UFC 14 Heavyweight Tournament (Campeón)
    - UFC 15 Heavyweight Tournament (Campeón)

  - World Vale Tudo Championship (Campeón)
  - WVC 3 Heavyweight Tournament (Campeón)

## Registro de artes marciales mixtas
| Resultado     | Registro  | Oponente           | Método                                            | Evento                              | Fecha                    | Asalto | Tiempo | Localización                                | Notas |
| ------------- | --------- | ------------------ | ------------------------------------------------- | ----------------------------------- | ------------------------ | ------ | ------ | ------------------------------------------- | ----- |
| Derrota       | 15-11 (1) | Muhammed Lawal     | TKO (golpes)                                      | M-1 Global: Breakthrough            | 28 de agosto de 2009     | 1      | 0:25   | Kansas City, Kansas, Estados Unidos         |       |
| Derrota       | 15-10 (1) | Jeff Monson        | Rendición (rear-naked choke)                      | Vengeance FC                        | 27 de septiembre de 2008 | 1      | 3:17   | Concord, Carolina del Norte, Estados Unidos |       |
| Derrota       | 15-9 (1)  | Ralph Kelly        | TKO (golpes)                                      | Xp3: The Proving Ground             | 26 de julio de 2008      | 1      | 4:11   | Houston, Texas, Estados Unidos              |       |
| Derrota       | 15-8 (1)  | Tracy Willis       | Rendición (guillotine choke)                      | C-3 Fights: Contenders              | 7 de junio de 2008       | 1      | 0:45   | Concho, Oklahoma, Estados Unidos            |       |
| Derrota       | 15-7 (1)  | Oleg Taktárov      | Rendición (kneebar)                               | YAMMA Pit Fighting                  | 11 de abril de 2008      | 1      | 1:55   | Atlantic City, Nueva Jersey, Estados Unidos |       |
| Victoria      | 15-6 (1)  | Chuck Huus         | Rendición (keylock)                               | CCCF: Battle on the Border          | 29 de marzo de 2008      | 1      | 2:41   | Newkirk, Oklahoma, Estados Unidos           |       |
| Victoria      | 14-6 (1)  | Steve Gavin        | Rendición (armlock)                               | WCO: Kerr Vs. Gavin                 | 7 de noviembre de 2007   | 1      | 1:39   | Hollywood, California, Estados Unidos       |       |
| Derrota       | 13-6 (1)  | Mostapha al-Turk   | TKO (rendición a golpes)                          | Cage Rage 20                        | 10 de febrero de 2007    | 1      | 2:29   | Londres, Inglaterra, Reino Unido            |       |
| Derrota       | 13-5 (1)  | Mike Whitehead     | TKO (golpes)                                      | IFL: World Championship Semifinals  | 2 de noviembre de 2006   | 1      | 2:40   | Portland, Oregón, Estados Unidos            |       |
| Derrota       | 13-4 (1)  | Yoshihisa Yamamoto | KO (bombazo a sí mismo)                           | PRIDE 27                            | 1 de febrero de 2004     | 1      | 0:40   | Osaka, Japón                                |       |
| Derrota       | 13-3 (1)  | Heath Herring      | TKO (rodillazos)                                  | PRIDE 15                            | 29 de julio de 2001      | 2      | 4:56   | Saitama, Japón                              |       |
| Derrota       | 13-2 (1)  | Igor Vovchanchyn   | Decisión (unánime)                                | PRIDE 12                            | 23 de diciembre de 2000  | 3      | 5:00   | Saitama, Japón                              |       |
| Victoria      | 13-1 (1)  | Igor Borisov       | Rendición (neck crank)                            | PRIDE 10                            | 27 de agosto de 2000     | 1      | 2:06   | Tokorozawa, Saitama, Japón                  |       |
| Derrota       | 12-1 (1)  | Kazuyuki Fujita    | Decisión (unánime)                                | PRIDE Grand Prix 2000 Finals        | 1 de mayo de 2000        | 1      | 15:00  | Tokio, Japón                                |       |
| Victoria      | 12-0 (1)  | Enson Inoue        | Decisión (mayoría)                                | PRIDE Grand Prix 2000 Opening Round | 30 de enero de 2000      | 1      | 15:00  | Tokio, Japón                                |       |
| Sin resultado | 11-0 (1)  | Igor Vovchanchyn   | Sin resultado (rodillazos ilegales)               | PRIDE 7                             | 12 de septiembre de 1999 | 2      | 4:36   | Yokohama, Kanagawa, Japón                   |       |
| Victoria      | 11-0      | Nobuhiko Takada    | Rendición (kimura)                                | PRIDE 6                             | 4 de julio de 1999       | 1      | 3:04   | Yokohama, Kanagawa, Japón                   |       |
| Victoria      | 10-0      | Hugo Duarte        | TKO (retiro)                                      | PRIDE 4                             | 11 de octubre de 1998    | 3      | 2:32   | Tokio, Japón                                |       |
| Victoria      | 9-0       | Pedro Otavio       | Rendición técnica (kimura)                        | PRIDE 3                             | 24 de junio de 1998      | 1      | 2:13   | Tokio, Japón                                |       |
| Victoria      | 8-0       | Branko Cikatić     | Descalificación (agarre reiterado de las cuerdas) | PRIDE 2                             | 15 de marzo de 1998      | 1      | 2:14   | Yokohama, Kanagawa, Japón                   |       |
| Victoria      | 7-0       | Dwayne Cason       | Rendición (rear-naked choke)                      | UFC 15                              | 17 de octubre de 1997    | 1      | 0:57   | Bay St. Louis, Misisipi, Estados Unidos     |       |
| Victoria      | 6-0       | Greg Stott         | KO (rodillazo)                                    | UFC 15                              | 17 de octubre de 1997    | 1      | 0:17   | Bay St. Louis, Misisipi, Estados Unidos     |       |
| Victoria      | 5-0       | Dan Bobish         | Rendición (mentón en el ojo)                      | UFC 14                              | 27 de julio de 1997      | 1      | 1:38   | Birmingham, Alabama, Estados Unidos         |       |
| Victoria      | 4-0       | Moti Horenstein    | TKO (golpes)                                      | UFC 14                              | 27 de julio de 1997      | 1      | 2:22   | Birmingham, Alabama, Estados Unidos         |       |
| Victoria      | 3-0       | Fabio Gurgel       | Decisión (unánime)                                | World Vale Tudo Championship 3      | 19 de enero de 1997      | 1      | 30:00  | Brasil                                      |       |
| Victoria      | 2-0       | Mestre Hulk        | Descalificación (abandono del cuadrilátero)       | World Vale Tudo Championship 3      | 19 de enero de 1997      | 1      | 2:21   | Brasil                                      |       |
| Victoria      | 1-0       | Paul Varelans      | TKO (rodillazos y golpes)                         | World Vale Tudo Championship 3      | 19 de enero de 1997      | 1      | 2:06   | Brasil                                      |       |